# Arkitekten der blev væk - eller hvem var Eigtved?
Arkitekten der blev væk - eller hvem var Eigtved? er en dansk portrætfilm fra 2005 om arkitekten Nicolai Eigtved (1701-1754) med manuskript og instruktion af Nils Vest.

## Handling
Arkitekten Nicolai Eigtveds grav blev sprængt i luften i 1807. Et portræt af ham er også forsvundet. Der er ingen spor tilbage af ham i familien. Ingen personlige breve. Han er blevet væk. Hvad var Eigtved for en person? Født i 1701 i fattige kår og siden uddannet som gartner, drager han ud i verden og opholder sig i 12 år i Tyskland, Polen og Italien. Det er her han lærer rokokoens formsprog. Fra 1735 og til sin død i 1754 præger han som hofarkitekt på afgørende vis Danmarks hovedstad med sin bygningskunst: Marmorbroen, Prinsens Palæ, Eigtveds Pakhus, Frederiksstaden og Amalienborg-palæerne er eksempler på hans store talent. Overfor Eigtved står hans kollega og rival, Lauritz de Thurah. Er det Thurah, der har efterladt en antydning af Eigtveds udseende? Det fortæller filmen også om.